# ГАЗ 3409 «Бобр»
ГАЗ-3409 «Бобр» — снегоболотоходный плавающий гусеничный транспортёр с дизельным двигателем. Предназначен для перевозки людей и грузов. Производитель Заволжский завод гусеничных тягачей, входит в компанию «РМ-Терекс», корпорации «Русские Машины». Серийно выпускается с 2006 года, стоит на вооружении МЧС РФ, Минздрава РФ, ОМОНа и т. д.
Отличительные способности: асфальтоходные гусеницы со съёмными резиновыми башмаками, защищающими от разрушения почву.

## Технические характеристики
- Снаряженная масса, 3600 кг
- Допустимая полная масса буксируемого прицепа, 1300 кг
- Грузоподъемность, 600 кг
- Кол-во мест (кабина/салон) — 2/4
- Двигатель дизельный с турбонаддувом 4-цилиндровый Cummins ISF 2.8, ранее устанавливался ГАЗ-5601
- Максимальный крутящий момент, Н·м (кгс·м) 260 (26,5)
- Максимальная скорость по суше, 65 км/ч
- Колея, мм 1520
- База, мм 2500

## Фотогалерея
- Ведущее колесо (звёздочка)
- Опорный каток
- Поддерживающий каток
- Направляющее колесо
- Фрагмент гусеницы (вид снизу)
1 - подкладки
2 - резиновый башмак
- Фрагмент гусеницы (вид сверху)
1 - звено
2 - накладка беговой дорожки
3 - башмак
4 - перо
5 - болт крепления
- Гусеничный движитель